# Gloucester (Massachusetts)
Gloucester (ˈɡlɒstərⓘ) – miasto w Stanach Zjednoczonych, w stanie Massachusetts, nad Oceanem Atlantyckim.